# Fanny Cerrito
Fanny Cerrito, de naixement Francesca Teresa Giuseppa Raffaela Cerrito (Nàpols, 11 de maig de 1817 - París, 6 de maig de 1909) fou una coreògrafa i ballarina italiana.
Estudia amb Itro i Paradice, debutà el 1834 amb gran èxit en el Teatro San Carlo de Nàpols i aparegué després en diversos teatres italians com el de La Scala de Milà, on el 1838 es distingí durant les festes de la coronació de l'emperador Ferran, el de Kartner a Viena i el de l'Òpera a París. De 1840 a 1845 residí a Londres, treballà després per Alemanya, Itàlia i Rússia. Durant la seva estada a Itàlia tingué entre les seves alumnes Amina Boschetti.
Es casà amb el cèlebre violinista i ballarí Arthur Saint-Léon, del qual se separà el 1850. Els italians l'anomenaven la quarta gracia.